# Matthew Breeze
Matthew Christopher Breeze (Sydney, 1972. június 10. –) ausztrál nemzetközi labdarúgó-játékvezető.

## Pályafutása

### Nemzeti játékvezetés
Játékvezetői vizsgát 1991-ben szerezte meg, majd különböző labdarúgó mérkőzéseken szerezte meg a szükséges tapasztalatokat. Ellenőreinek, sportvezetőinek köszönhetően 1994-ben lehetett országa legmagasabb szintű labdarúgó bajnokságának játékvezetője.

### Nemzetközi játékvezetés
Az Ausztrál labdarúgó-szövetség Játékvezető Bizottsága 2001-ben terjesztette fel nemzetközi játékvezetőnek, a Nemzetközi Labdarúgó-szövetség (FIFA) bíróinak tagjai közé. Több válogatott és nemzetközi klubmérkőzést vezetett.

#### Világbajnokság
2003-ban az Egyesült Arab Emírségek rendezte a 14. U20-as labdarúgó-világbajnokságot, ahol a FIFA JB bíróként alkalmazta.
| Időpont            | Helyszín                       | Mérkőzés típusa        | Mérkőzés                   | Eredmény | Nézők száma |
| ------------------ | ------------------------------ | ---------------------- | -------------------------- | -------- | ----------- |
| 2003. december 2.  | Marcel Saupin Stadion, Dubaj   | selejtező (D. csoport) | Japán–Kolumbia             | 1 : 4    | 7 200       |
| 2003. november 29. | Sheikh Khalifa Stadion, Al Ain | selejtező (E. csoport) | Szaúd-Arábia–Írország      | 1 : 2    | 9 055       |
| 2003. december 5.  | Al-Nahyan Stadion, Abu-Dzabi   | selejtező (F. csoport) | Egyesült Államok–Dél-Korea | 2 : 0    | 8 000       |
| 2003. december 19. | Jeque Zayed Stadion, Abu-Dzabi | bronz találkozó        | Kolumbia–Argentína         | 2 : 1    | 55 000      |

2007-ben Dél-Korea adott otthont az U17-es labdarúgó-világbajnokságnak, ahol a FIFA JB játékvezetőként foglalkoztatta.
| Időpont             | Helyszín                       | Mérkőzés típusa        | Mérkőzés               | Eredmény | Nézők száma |
| ------------------- | ------------------------------ | ---------------------- | ---------------------- | -------- | ----------- |
| 2007. augusztus 19. | Civil Stadion, Ulszan          | selejtező (C. csoport) | Honduras–Spanyolország | 2 : 4    | 4 800       |
| 2007. augusztus 25. | Világbajnoki Stadion, Szögvipo | selejtező (D. csoport) | Nigéria–Haiti          | 4 : 1    | 520         |
| 2007. augusztus 29. | Marcel Saupin Stadion, Cseonam | egyik nyolcaddöntő     | Peru–Tádzsikisztán     | 1 : 1    | 1 150       |
| 2007. szeptember 2. | Baekszeok Stadion, Cseonam     | egyik negyeddöntő      | Argentína–Nigéria      | 0 : 2    | 14 581      |

A világbajnoki döntőhöz vezető úton Dél-Koreába és Japánba a XVII., a 2002-es labdarúgó-világbajnokságra, Németországba a XVIII., a 2006-os labdarúgó-világbajnokságra valamint Dél-Afrikába a XIX., a 2010-es labdarúgó-világbajnokságra a FIFA JB bíróként alkalmazta. 2008-ban a FIFA bejelentette, hogy a Dél-Afrikába rendezendő labdarúgó-világbajnokságra a lehetséges játékvezetői közé jelölte. A későbbi keretszűkítések során a helyszínen nem kapott bizalmat. Világbajnoki selejtező mérkőzéseken az Óceánia (OFC) és az Ázsia (AFC) zónában bíróként szolgálta a labdarúgást.
| Időpont            | Helyszín                            | Mérkőzés típusa           | Mérkőzés                          | Eredmény | Nézők száma |
| ------------------ | ----------------------------------- | ------------------------- | --------------------------------- | -------- | ----------- |
| 2001. június 13.   | North Harbour Stadion, Auckland     | előselejtező (2. csoport) | Tahiti–Salamon-szigetek           | 2 : 0    | 250         |
| 2004. május 10.    | Toleafoa J.S. Blatter Stadion, Apia | előselejtező (2. csoport) | Pápua Új-Guinea–Vanuatu           | 1 : 1    | 500         |
| 2004. május 15.    | Toleafoa J.S. Blatter Stadion, Apia | előselejtező (2. csoport) | Szamoa–Vanuatu                    | 0 : 3    | 650         |
| 2004. május 19.    | Toleafoa J.S. Blatter Stadion, Apia | előselejtező (2. csoport) | Fidzsi-szigetek–Vanuatu           | 0 : 3    | 200         |
| 2007. november 21. | Numa-Daly Magenta Stadion, Noumea   | helyosztó                 | Új-Kaledónia–Fidzsi-szigetek      | 4 : 0    | 1 000       |
| 2008. március 26.  | Sports Club Stadion, Kuvaitváros    | előselejtező (5. csoport) | Kuvait–Irán                       | 2 : 2    | 15 000      |
| 2008. június 14.   | MHSK Stadion, Taskent               | előselejtező (4. csoport) | Üzbegisztán–Libanon               | 3 : 0    | 7 000       |
| 2008. október 15.  | Világbajnoki Stadion, Szöul         | előselejtező (B. csoport) | Dél-Korea–Egyesült Arab Emírségek | 4 : 1    | 30 000      |
| 2009. március 28.  | Kim Il-Sung Stadion, Pyongyang      | előselejtező (B. csoport) | Dél-Korea–Egyesült Arab Emírségek | 2 : 0    | 50 000      |

#### Ázsia Kupa
Négy ország, Indonézia, Malajzia, Thaiföld és Vietnám együtt rendezte a 2007-es Ázsia-kupát, Katar egyedül a 2011-es Ázsia-kupát, ahol az Ázsiai Labdarúgó-szövetség (AFC) JB bírói szolgálatra alkalmazta.
| Időpont            | Helyszín                                      | Mérkőzés típusa           | Mérkőzés           | Eredmény | Nézők száma |
| ------------------ | --------------------------------------------- | ------------------------- | ------------------ | -------- | ----------- |
| 2007. július 9.    | My Dinh National Stadion, Hanoi               | selejtező (B. csoport)    | Japán–Katar        | 1 : 1    | 5 000       |
| 2007. július 16.   | My Dinh National Stadion, Hanoi               | selejtező (B. csoport)    | Vietnám– Japán     | 1 : 4    | 40 000      |
| 2007. július 25.   | My Dinh National Stadion, Hanoi               | egyik negyeddöntő         | Japán–Szaúd-Arábia | 2 : 3    | 10 000      |
| 2009. november 22. | Yellow Dragon Sports Center Stadion, Hangzhou | előselejtező (D. csoport) | Kína–Libanon       | 1 : 0    | 21 520      |

#### Óceániai bajnokság
A bajnoki döntőhöz vezető úton 2002-ben és 2008-ban Új-Zélandon, 2004-ben Ausztráliában rendezték a torna döntőit, ahol az AFC JB hivatalnokként foglalkoztatta.
| Időpont            | Helyszín                            | Mérkőzés típusa           | Mérkőzés                         | Eredmény | Nézők száma |
| ------------------ | ----------------------------------- | ------------------------- | -------------------------------- | -------- | ----------- |
| 2002. július 5.    | North Harbour Stadion, Albany       | előselejtező (B. csoport) | Pápua Új-Guinea–Salamon-szigetek | 0 : 0    | 1 000       |
| 2002. július 7.    | North Harbour Stadion, Albany       | előselejtező (B. csoport) | Tahiti–Salamon-szigetek          | 3 : 2    | 1 000       |
| 2002. július 12.   | Ericsson Stadion, Auckland          | elődöntő                  | Új-Zéland–Vanuatu                | 3 : 0    | 1 000       |
| 2004. május 10.    | Toleafoa J.S. Blatter Stadion, Apia | előselejtező (2. csoport) | Pápua Új-Guinea–Vanuatu          | 1 : 1    | 500         |
| 2004. május ?.     | Toleafoa J.S. Blatter Stadion, Apia | előselejtező (2. csoport) | Szamoa–Vanuatu                   | 0 : 3    | 650         |
| 2004. május 19.    | Toleafoa J.S. Blatter Stadion, Apia | előselejtező (2. csoport) | Fidzsi-szigetek–Vanuatu          | 0 : 3    | 200         |
| 2007. november 21. | Marcel Saupin Stadion, Nantes       | előselejtező (7. csoport) | Új-Kaledónia–Fidzsi-szigetek     | 4 : 0    | 1 000       |

#### Konföderációs Kupa
Németországban a 2005-ös konföderációs kupát, Dél-Afrikában a 2009-es konföderációs kupát rendezték, ahol a FIFA JB hivatalnokként foglalkoztatta.
| Időpont          | Helyszín                           | Mérkőzés típusa        | Mérkőzés                 | Eredmény | Nézők száma |
| ---------------- | ---------------------------------- | ---------------------- | ------------------------ | -------- | ----------- |
| 2005. június 16. | AWD Stadion, Hannover              | selejtező (B. csoport) | Japán–Mexikó             | 1 : 2    | 24 036      |
| 2005. június 29. | Zentral Stadion, Lipcse            | bronz találkozó        | Németország–Mexikó       | 4 : 3    | 43 335      |
| 2009. június 17. | Free State Stadion, Bloemfontein   | selejtező (A. csoport) | Spanyolország–Irak       | 1 : 0    | 30 512      |
| 2009. június 28. | Royal Bafokeng Stadion, Rustenburg | bronz találkozó        | Spanyolország–Dél-Afrika | 3 : 2    | 31 788      |

##### Kirin Kupa
2004-ben Japán labdarúgó-szövetség tornájának egyik meghívott játékvezetője volt.
| Időpont         | Helyszín                   | Mérkőzés típusa | Mérkőzés        | Eredmény |
| --------------- | -------------------------- | --------------- | --------------- | -------- |
| 2004. július 9. | Big Arch Stadion, Hirosima | torna           | Japán–Szlovákia | 3 : 1    |

#### Nemzetközi kupamérkőzések
Vezetett Kupa-döntők száma: 1.

##### FIFA-klubvilágbajnokság
Az Egyesült Arab Emírségek a 6., a 2009-es FIFA-klubvilágbajnokság döntő találkozóit rendezte, ahol a FIFA JB bíróként vette igénybe szolgálatát.

###### 2009-es FIFA-klubvilágbajnokság
| Időpont            | Helyszín                        | Mérkőzés típusa | Mérkőzés                 | Játékvezető    | Eredmény | Nézők száma |
| ------------------ | ------------------------------- | --------------- | ------------------------ | -------------- | -------- | ----------- |
| 2009. december 19. | Sheikh Zayed Stadion, Abu-Dzabi | bronzmérkőzés   | Phohang Steelers–Atlante | Matthew Breeze | 1 – 1    | 13 814      |

##### AFC Bajnokcsapatok Ligája
2009-ben az Ázsiai Labdarúgó-szövetség (AFC) JB szakmai munkájának elismeréseként megbízta a döntő találkozó szolgálatával.
| Időpont           | Helyszín                        | Mérkőzés típusa | Mérkőzés                   | Eredmény | Nézők száma |
| ----------------- | ------------------------------- | --------------- | -------------------------- | -------- | ----------- |
| 2009. november 7. | Nemzeti Olimpiai Stadion, Tokió | döntő           | ál-Ittihád–Pohang Steelers | 1 : 2    | 25 743      |

## Külső hivatkozások
- Matthew Breeze. World Referee. [2011. november 24-i dátummal az eredetiből archiválva]. (Hozzáférés: 2011. szeptember 21.)
- Matthew Breeze. footballzz.com. (Hozzáférés: 2011. szeptember 21.)
- Matthew Breeze. footballdatabase.eu. (Hozzáférés: 2011. szeptember 21.)
- Matthew Breeze. football-lineups.com. (Hozzáférés: 2011. szeptember 21.)

| Elődje: Malik Abdul Bashir (szingapúri) | AFC BL döntő 2008–2009 | Utódja: Nisimura Júicsi (Japán) |